# Garret Graves
Garret Neal Graves (Baton Rouge, Luisiana, Estados Unidos; 31 de enero de 1972) es un político estadounidense que se desempeña como representante de los Estados Unidos por el 6.º distrito congresional de Luisiana desde 2015.

## Biografía

### Primeros años y educación
Garret Graves nació el 31 de enero de 1972, hijo de John y Cynthia (de soltera Sliman) Graves, de ascendencia libanesa; su padre es dueño de una empresa de ingeniería. Es católico. Asistió a la Universidad de Alabama, a la Universidad Tecnológica de Luisiana y a la Universidad Americana, pero no obtuvo un título.

### Carrera
Durante nueve años, se desempeñó como asistente del representante del 3.er distrito congresional de Luisiana, Billy Tauzin. También fue asistente legislativo del Comité de Energía y Comercio de la Cámara de Representantes, el que presidía Tauzin. En 2005, se convirtió en asistente del Comité de Comercio, Ciencia y Transporte del Senado, sirviendo para el senador republicano, David Vitter. Fue director de personal del Subcomité de Cambio Climático e Impactos. También trabajó para el exsenador demócrata John Breaux, un protegido de Edwin Edwards y predecesor de Vitter en el Senado. Se desempeñó como principal asistente legislativo del Comité de Medio Ambiente y Obras Públicas del Senado.
En 2008, el gobernador Bobby Jindal lo nombró para administrar la Autoridad de Restauración y Protección Costera de Luisiana. En el cargo, negoció en nombre del estado con British Petroleum sobre el derrame de petróleo de Deepwater Horizon. Renunció al cargo a partir del 17 de febrero de 2014.

### Cámara de Representantes de Estados Unidos

#### Elecciones
En marzo de 2014, anunció su intención de presentarse a las elecciones de 2014 a la Cámara de Representantes de los Estados Unidos por el 6.º distrito congresional de Luisiana.
En las primarias generales no partidistas de 2014, Edwin Edwards terminó en primer lugar con el 30 % de los votos; Graves quedó en segundo lugar con el 27 %. Él y Edwards avanzaron a una segunda vuelta el 6 de diciembre. En la segunda vuelta, recibió 139 209 votos (62,4 %) frente a los 83 781 de Edwards (37,6 %).
En la primaria general no partidista celebrada junto con las elecciones nacionales el 6 de noviembre de 2018, ganó cómodamente su tercer mandato en la Cámara de Representantes, habiendo liderado un campo de cuatro candidatos con 186 524 votos (69 %). El demócrata Justin Dewitt se quedó atrás con 55 078 votos (21 %). Otros dos candidatos, el demócrata "Andie" Saizan y el independiente David Lance Graham, recibieron el 3 % restante.

#### Mando
En abril de 2017, se involucró en una disputa pública con el gobernador de Luisiana, John Bel Edwards, sobre el desembolso de asistencia federal para las víctimas de las inundaciones de Luisiana en 2016. Graves, quien había sido mencionado como un posible retador de Edwards en las elecciones para gobernador de 2019, afirmó que estaba "enfocado en la recuperación de las inundaciones... nada de lo que dice el gobernador está ayudando a las víctimas de las inundaciones".
Edwards atribuyó la demora en el desembolso de los fondos, que comenzó el 10 de abril, al déficit financiero del estado, que impidió la contratación rápida de una empresa de gestión de desastres. El abogado ejecutivo de Edwards, Matthew Block, explicó que el estado no tenía dinero en 2016 para pagar al contratista. Edwards proyectó un déficit presupuestario de $ 440 millones para el año fiscal que comenzó el 1 de julio de 2017.

### Vida personal
Reside en Baton Rouge. Su esposa es Carissa Vanderleest.